# Simatai

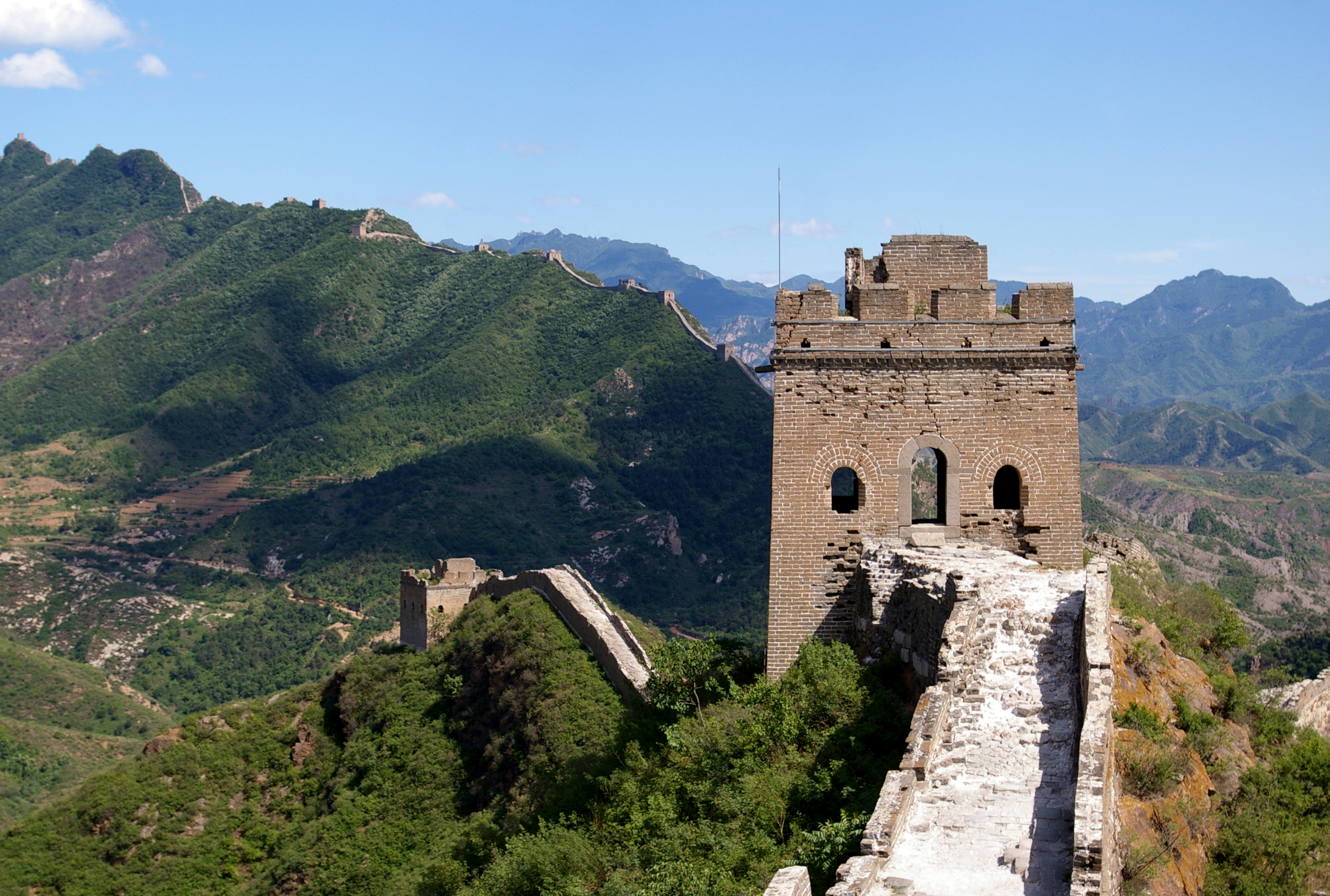
Kinesiska muren vid Simatai.

Simatai (司马台) är en sektion av Kinesiska muren. Simatai ligger i stadsdistriktet Miyun 110 km nordost om centrala Peking i Kina. 
Muren vid Simatai byggdes ursprungligen under Norra Qidynastin (550–577). Muren förstärktes under inledningen av Mingdynastin (1368-1644) och renoverades sedan av general Qi Jiguang inom perioden 1569 till 1583.